# Volo American Airlines 191
Il volo American Airlines 191 era un volo passeggeri di linea nazionale che operava dall'aeroporto Internazionale O'Hare di Chicago all'Aeroporto internazionale di Los Angeles, negli Stati Uniti d'America. Il 25 maggio 1979 l'aereo si schiantò subito dopo il decollo da Chicago; nell'incidente morirono tutte le 271 persone a bordo e due persone a terra. Per il numero di vittime, fu l'incidente aereo più grave nella storia degli Stati Uniti, superato solo dai quattro aerei fatti deliberatamente collidere negli attacchi dell'11 settembre 2001. Questo incidente rimane il primo per numero di vittime in un singolo volo nel territorio degli Stati Uniti (seguito dall'incidente del volo American Airlines 587).
Il National Transportation Safety Board (NTSB) ha scoperto che mentre l'aereo stava iniziando la rotazione per il decollo, il motore numero uno (il motore sinistro) si staccò dall'ala sinistra, ribaltandosi sulla parte superiore dell'ala e atterrando sulla pista. Quando il motore si staccò dall'aereo, recise le linee idrauliche che bloccano in posizione gli slat del bordo anteriore dell'ala e danneggiò una sezione di circa 90 cm del bordo anteriore dell'ala sinistra. Le forze aerodinamiche che agiscono sull'ala provocarono una retrazione incontrollata delle lamelle esterne. Quando l'aereo iniziò a salire, l'ala sinistra danneggiata, senza motore, produsse molta meno portanza rispetto all'ala destra, che aveva le lamelle ancora dispiegate e il motore che forniva la piena spinta al decollo. L'aerodinamica disturbata e sbilanciata dell'aereo lo fece ruotare bruscamente verso sinistra fino a quando non fu parzialmente invertito, raggiungendo un angolo di inclinazione di 112°, prima di schiantarsi in un campo aperto vicino a un parcheggio per roulotte vicino alla fine della pista. Lo stacco del motore fu attribuito al danno alla struttura del pilone che fissa il motore all'ala, causato da procedure di manutenzione improprie presso l'American Airlines.

## Dettagli

### Aeromobile
Il velivolo era un McDonnell Douglas DC-10-10, con numero di registrazione N110AA e dotato di tre motori General Electric CF6-6D: consegnato all'American Airlines il 25 febbraio 1972, era un modello moderno e affidabile, nonché uno dei più grandi in servizio con una capienza di 270 passeggeri. Al momento dell'incidente l'aereo aveva 7 anni di servizio e 20 000 ore di volo. Il diario di voli e revisioni mostrava che l'11 maggio 1979 non erano state trovate discrepanze, ma il giorno dell'incidente, in violazione alle procedure standard, il diario rimase a bordo e venne quindi perso. Inoltre, l'ispezione esterna pre-volo non venne effettuata al motore sull'ala sinistra.

### Equipaggio
Il Capitano Walter H. Lux, 53 anni, aveva pilotato i DC-10 sin dalla loro introduzione otto anni prima. Delle 22 000 ore di volo totali ne aveva circa 3 000 su tale aeromobile ed era abilitato a comandare altri modelli, tra i quali il DC-6, il DC-7 e il Boeing 727.
Anche il Primo Ufficiale James Dillard (49 anni) e l'Ingegnere di Volo Alfred Udovich (56 anni) erano esperti: avevano rispettivamente 9 275 e 15 000 ore di volo, 1 830 delle quali sui DC-10.

## Incidente
Alle 14:50 CDT, il DC-10 fu autorizzato a rullare verso la pista 32R. Alle 15:02 CDT venne autorizzato al decollo e incominciò l'accelerazione sulla pista.
Poco prima di incominciare la rotazione che precede il decollo, quando l'aereo aveva coperto una distanza di 6 000 piedi (1 800 m), il controllore del traffico aereo Ed Rucker vide il motore numero uno del velivolo, situato sull'ala sinistra, staccarsi dall'ala e precipitare sulla pista, mentre l'aereo continuò momentaneamente la salita. Il distacco del propulsore, in teoria, non era fatale per un DC-10, poiché lo spostamento del centro di gravità era all'interno delle tolleranze ammesse e l'aereo sarebbe potuto atterrare in sicurezza. Tuttavia, la perdita del propulsore causò altre avarie, tra cui il danneggiamento delle linee idrauliche e l'interruzione dell'alimentazione elettrica agli strumenti e agli allarmi serviti dal motore.

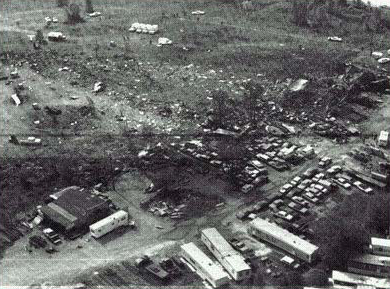
Luogo dell'incidente

I piloti ridussero la velocità da 306 km/h a 283 km/h, valore raccomandato per la salita con un propulsore fuori uso. Tuttavia il distacco aveva tagliato diverse linee idrauliche che controllavano i flap posizionati sulla parte anteriore dell'ala sinistra, usati per diminuire la velocità di stallo di un'ala durante il decollo e l'atterraggio; inoltre, il propulsore mancante forniva elettricità alla strumentazione di bordo del pilota, tra cui l'allarme di stallo, lo stick shaker (un ulteriore meccanismo di allarme che fa vibrare la cloche per avvertire il pilota del pericolo di stallo) e l'allarme che segnala la non concordanza tra i flap. Questi strumenti erano disponibili solo nella postazione del pilota e non erano replicati nel pannello del copilota.
I piloti non conoscevano la situazione quando avvenne l'incidente, poiché il propulsore non era visibile dai finestrini della cabina di pilotaggio, e l'equipaggio non ebbe modo di venire informato dalla torre di controllo di quello che era avvenuto.
In seguito alla perdita di fluido dal circuito idraulico, i flap dell'ala sinistra si ritirarono, diminuendo la portanza, cosicché la velocità di stallo aumentò da 230 km/h a circa 300 km/h; quando i piloti diminuirono la velocità, l'ala sinistra entrò in stallo, mentre quella destra continuò a fornire portanza. In questa situazione l'aereo cominciò velocemente una virata non controllata a sinistra di 112° e il beccheggio inclinò l'aereo sotto l'orizzonte quando era a una altezza di circa 325 piedi (99 m). Il velivolo si schiantò al suolo a una distanza di circa 4 600 ft (1 400 m) dal termine della pista a nordovest dell'aeroporto alle 15:04 CDT, dopo circa 31 secondi di volo.
Il DC-10 colpì il suolo con un angolo di imbardata di 112° e un angolo di beccheggio di 21°, schiantandosi contro un hangar del vecchio aeroporto Ravenswood, utilizzato dall'azienda Courtney-Velo Excavating. La grande quantità di carburante nei serbatoi fece esplodere il velivolo, disintegrandolo completamente. Tutte le 271 persone a bordo persero la vita e, assieme a loro, anche due lavoratori che si trovavano a terra all'interno dell'hangar, mentre altre due persone rimasero gravemente ustionate.

## Le vittime
Oltre alle 271 persone a bordo dell'aereo, sono morti due dipendenti di una vicina officina di riparazione e altri due sono rimasti gravemente ustionati.

### Memoriale
Per 32 anni le vittime non ebbero un memoriale permanente. Il finanziamento per un memoriale è stato ottenuto nel 2009 attraverso uno sforzo di due anni da parte della classe di sesta elementare della Decatur Classical School di Chicago. Il memoriale, un muro concavo alto 0,6 m con mattoni ad incastro che riportano i nomi delle vittime dell'incidente, è stato formalmente inaugurato durante una cerimonia il 15 ottobre 2011. Il memoriale si trova sulla sponda meridionale del Lago Opeka, a Lake Park, all'angolo nord-ovest di Lee e Touhy Avenue, due miglia a est del luogo dell'incidente. Una cerimonia commemorativa si è tenuta presso il memoriale il 25 maggio 2019, il 40º anniversario dell'incidente.
Trenta vittime i cui resti non sono mai stati identificati sono sepolti al Green Hills Memorial Park a Rancho Palos Verdes, California. Il luogo dell'incidente è stato riqualificato intorno a marzo 2021 ed è stato nominato futuro sito di uno svincolo per l'Interstate 90.

## Indagini

Un diagramma del propulsore del DC-10 e del pilone di aggancio, dove è indicato il punto di aggancio posteriore che ha subìto il cedimento

L'incidente alimentò molte critiche dai media poiché si trattava, infatti, del quarto incidente fatale di un DC-10, per un totale di 622 vittime, avvenuto tra l'altro con condizioni meteorologiche perfette, senza che vi fossero indizi di cause esterne, come un altro aereo o un volatile. L'incidente sollevò quindi preoccupazioni sulla sicurezza del DC-10.
Gli investigatori del National Transportation Safety Board (NTSB) raccolsero le testimonianze del personale della torre di controllo, tra cui il controllore Ed Rucker, che affermò di aver visto un lampo dall'ala. Questo indizio fece pensare a un attentato terroristico, ma altre testimonianze esclusero questa possibilità, dato che sedici persone avevano visto chiaramente che il propulsore numero 1 era scivolato in avanti e si era rovesciato sull'ala. Gli investigatori si concentrarono quindi sul cedimento strutturale.
Il registratore di volo era alimentato dal propulsore che si era staccato e aveva registrato solo un membro dell'equipaggio che diceva « [...] maledizione» prima di spegnersi.
Dai nastri della torre di controllo si sentì il controllore di volo che aveva tentato di contattare l'equipaggio dell'aereo quando aveva visto il propulsore staccarsi, ma l'equipaggio non aveva risposto alla chiamata poiché era impegnato a riprendere il controllo dell'aereo. La registrazione incominciava con il controllore che diceva (senza trasmettere):
(Controllori di volo)
Di lì a poco, Ed Rucker tentò di contattare l'aereo:
(Ed Rucker)
Tuttavia i piloti non risposero perché, dal momento che i circuiti elettronici erano siti sull'ala sinistra ed erano stati tranciati dal propulsore staccatosi, non poterono nemmeno comunicare con la torre.

### Le cause
Il 21 dicembre 1979 la NTSB pubblicò le conclusioni dell'indagine: il distacco del propulsore era riconducibile a un danno al pilone del propulsore dell'ala sinistra, avvenuto durante la sostituzione del propulsore stesso nella base di manutenzione della American Airlines a Tulsa in Oklahoma tra il 29 e il 30 marzo 1979. Analizzando una parte del pilone, si scoprì che era stata danneggiata prima dell'incidente. Gli investigatori controllarono il programma di manutenzione dell'aereo e trovarono che era stato revisionato otto settimane prima dell'incidente. Il pilone era stato danneggiato a seguito dell'uso di una errata procedura di rimozione del propulsore. La procedura corretta richiedeva la rimozione del propulsore e in seguito la rimozione del pilone, ma per risparmiare tempo e costi, l'American Airlines aveva imposto ai tecnici di rimuovere assieme il blocco costituito dal propulsore e dal pilone; per sostenere il propulsore, mentre veniva staccato dall'ala, era stato utilizzato un carrello elevatore.
Tale procedura non era consentita dalla McDonnell Douglas, poiché era molto difficile mantenere il propulsore in posizione corretta mentre veniva rimosso. Tuttavia, la rimozione del pilone insieme al propulsore collegato, nonostante le diverse indicazioni del costruttore, veniva incoraggiata in quanto consentiva di risparmiare ore di lavoro.
Gli investigatori conclusero inoltre che il progetto del pilone e delle superfici adiacenti rendeva difficile la manutenzione e rendeva il pilone particolarmente soggetto a danni da parte dei tecnici della manutenzione. Secondo un documentario del canale televisivo History Channel, anche le compagnie United Airlines e Continental Airlines utilizzavano quella procedura non raccomandata dal costruttore, e infatti dopo l'incidente vennero trovate fratture nei piloni dei DC-10 di entrambe le flotte.
La procedura applicata era difficile da effettuare correttamente. L'operatore al carrello elevatore veniva guidato a voce e con dei gesti, mentre la posizione sarebbe dovuta essere esatta e precisa per non causare danno; se il carrello elevatore non fosse stato nella posizione richiesta, il propulsore avrebbe oscillato come un'altalena, scontrandosi contro i punti di aggancio del pilone. I responsabili non erano però a conoscenza di questo pericolo. In quel caso specifico, inoltre, le operazioni di manutenzione del motore non si erano svolte senza intoppi; i tecnici avevano cominciato a disconnettere il propulsore e il pilone, ma a metà della procedura c'era stato il cambio di turno lavorativo e, alla ripresa dei lavori, il pilone era bloccato sull'ala e il carrello elevatore aveva dovuto essere riposizionato, operazione che aveva causato una indentatura che aveva danneggiato un perno e un'altra indentatura nell'alloggiamento del perno auto-allineante. I danni avevano indebolito la struttura a sufficienza per creare una piccola frattura da stress, che non era stata notata per diversi voli, peggiorando col tempo. Durante il decollo del volo 191, la spinta applicata aveva causato il cedimento del pilone e il propulsore, ruotando sul punto di aggancio anteriore, era passato sopra l'ala e si era staccato.
Nonostante ciò, la perdita del propulsore non sarebbe stata così grave da causare l'incidente. Durante un'intervista a una trasmissione del canale National Geographic, l'ex investigatore della NTSB Michael Marx affermò che c'erano stati altri incidenti con la perdita fisica di un propulsore, ma gli aerei erano riusciti ad atterrare senza problemi. Nel caso del volo 191, i piloti avrebbero potuto quindi tornare in sicurezza all'aeroporto usando i restanti due propulsori, in quanto il DC-10 è in grado di mantenersi in volo con un propulsore non funzionante. Sfortunatamente, avvenne una combinazione di fattori tali da causare una perdita di controllo catastrofica anche in condizioni gestibili. Il movimento del propulsore tranciò diversi cavi elettrici e linee idrauliche che si trovavano nel bordo anteriore dell'ala. I danni idraulici provocarono una perdita di pressione che fece ritrarre gli slat nell'ala di sinistra.
Il progetto del DC-10 includeva un sistema idraulico di riserva che avrebbe dovuto essere sufficiente a mantenere gli slat in posizione, ma la linea principale e quella di riserva erano posizionate troppo vicine tra loro ed erano state messe fuori uso entrambe. Il propulsore numero 1 forniva energia elettrica, oltre al registratore di volo, anche al sistema di allarme degli slat, cosicché il guasto non consentì ai piloti di accorgersi dell'errata posizione di questi ultimi, e agli allarmi di stallo.
Quando un DC-10 sta rischiando di andare in stallo, vengono emessi due allarmi: il primo è un sistema che fa vibrare la cloche (stick shaker) e il secondo è una luce di allarme lampeggiante. Questi allarmi, se funzionanti, avrebbero immediatamente avvertito i piloti del rischio di stallo; tuttavia l'American Airlines aveva fatto installare il sistema a vibrazione solo sul lato del pilota, dove era alimentato dal propulsore numero 1, quindi nel caso del volo 191 non poteva funzionare. Nel caso di un problema al propulsore, sarebbe stato possibile per l'ingegnere di volo commutare l'alimentazione dalla strumentazione del pilota a un sistema di riserva, ma gli investigatori determinarono che, per attivare il circuito di riserva, l'ingegnere di volo avrebbe dovuto slacciarsi la cintura, alzarsi e girarsi per raggiungere il comando. La NTSB concluse che, date le circostanze della situazione, i piloti non erano da biasimarsi per il comportamento durante l'incidente.

## Eredità del DC-10
Lo schianto del volo 191 suscitò forti critiche da parte dei media riguardo alla sicurezza e al design del DC-10. Il DC-10 era stato coinvolto in due incidenti legati alla progettazione delle sue porte cargo, il Volo American Airlines 96 (1972) e il Volo Turkish Airlines 981 (1974). La separazione del primo motore dal suo supporto, la diffusa pubblicazione delle drammatiche immagini dell'aereo senza motore pochi secondi prima dello schianto e una seconda foto della palla di fuoco risultante dall'impatto, hanno sollevato preoccupazioni diffuse sulla sicurezza del DC-10. Un altro colpo alla reputazione dell'aereo è stato inferto due settimane dopo l'incidente, quando la Federal Aviation Administration (FAA) ha messo a terra l'aereo. Sebbene l'aereo stesso sia stato successivamente scagionato, il danno agli occhi del pubblico era già fatto.
L'indagine ha rivelato anche altri DC-10 con danni causati dalla stessa procedura di manutenzione difettosa. La procedura difettosa fu vietata e il tipo di aereo continuò ad avere una lunga carriera come aereo passeggeri e cargo. In risposta a questo incidente, American Airlines è stata multata di 500.000 dollari (equivalenti a 1,5 milioni di dollari nel 2022) dal governo degli Stati Uniti per procedure di manutenzione improprie. Earl Russell Marshall, capo equipaggio presso la struttura di manutenzione dell'American Airlines a Tulsa dove aveva avuto luogo l'ultima procedura di manutenzione sull'aereo, morì successivamente suicida la notte prima di essere deposto dagli avvocati della McDonnell Douglas.
Il 6 giugno 1979, due settimane dopo l'incidente, la FAA sospese il certificato di tipo per il DC-10, mettendo così a terra tutti i DC-10 sotto la sua giurisdizione. Ha inoltre promulgato un regolamento aereo speciale che vietava ai DC-10 lo spazio aereo degli Stati Uniti, che impediva ai DC-10 stranieri non sotto la giurisdizione della FAA di volare all'interno del paese. Ciò è stato fatto mentre la FAA indagava se il motore dell'aereo fosse montato e il design del pilone ha soddisfatto i requisiti pertinenti. Una volta che la FAA si è accertata che la colpa era principalmente dei problemi di manutenzione e non dell'effettiva progettazione dell'aereo, il certificato di tipo è stato ripristinato il 13 luglio e la speciale regolamentazione aerea è stata abrogata. Il certificato di tipo è stato tuttavia modificato, affermando: "...la rimozione del motore e del pilone come unità renderà immediatamente l'aereo inadatto al volo."
In seguito all’incidente, la FAA ha convocato un comitato di sicurezza sotto gli auspici dell’Accademia Nazionale delle Scienze per valutare la progettazione del DC-10 e il sistema normativo statunitense in generale. Il rapporto del comitato, pubblicato nel giugno 1980, trovò "carenze critiche nel modo in cui il governo certifica la sicurezza degli aerei di linea di fabbricazione americana", concentrandosi su una carenza di competenze della FAA durante il processo di certificazione e su un corrispondente eccessivo affidamento su McDonnell Douglas per garantire che il design era sicuro. Scrivendo per The Air Current, il giornalista aeronautico Jon Ostrower paragona le conclusioni del panel a quelle di una commissione successiva convocata dopo la messa a terra del Boeing 737 MAX nel 2019. Ostrower accusa entrambi i produttori di essersi concentrati sul disegno di legge relativo agli standard normativi, adottando un approccio progettuale che affronta il modo in cui i progetti pilota potrebbero affrontare i guasti di un singolo sistema senza considerare adeguatamente gli scenari in cui potrebbero verificarsi più malfunzionamenti simultanei di diversi sistemi.
Il 31 ottobre 1979, un DC-10 in volo come Volo Western Airlines 2605 si schiantò a Città del Messico dopo un volo con gli occhi rossi da Los Angeles. L'incidente del Western, tuttavia, è stato dovuto alla scarsa visibilità e al tentativo di atterrare su una pista chiusa, a causa, secondo quanto riferito, della confusione dell'equipaggio.
La perdita del Volo Air New Zealand 901 il 28 novembre 1979, che uccise 257 persone, si aggiunse alla reputazione negativa del DC-10. Il volo turistico in Antartide ha colpito una montagna, sebbene ciò sia stato causato da diversi fattori umani e ambientali non correlati all'aeronavigabilità del DC-10, e l'aereo è stato successivamente completamente scagionato.

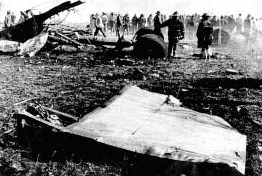
I vigili del fuoco esaminano il luogo dell'incidente del volo 191 a Des Plaines, Illinois

Un altro incidente del DC-10 dieci anni dopo, il Volo United Airlines 232, ripristinò parte della reputazione dell'aereo. Nonostante l'aereo abbia perso un motore e tutti i controlli di volo e sia precipitato in un'enorme palla di fuoco (che è stata ripresa in un video da una troupe giornalistica locale) che ha ucciso 112 persone, 184 persone sono sopravvissute all'incidente. Gli esperti hanno elogiato la robusta costruzione del DC-10 come parzialmente responsabile dell'elevato numero di sopravvissuti.
Gli ordini di DC-10 diminuirono drasticamente dopo gli eventi del 1979 (anche la recessione economica statunitense del 1979-82 fu un fattore che contribuì alla riduzione della domanda di aerei di linea). Da lì fino alla fine della produzione, 10 anni dopo, i due maggiori clienti del DC-10 furono FedEx e l'aeronautica americana (KC-10 Extender). Nonostante le preoccupazioni iniziali per la sicurezza, gli aerei DC-10 continuarono a servire con le compagnie aeree passeggeri per oltre tre decenni dopo lo schianto del volo 191. La produzione del DC-10 terminò nel 1988 e da allora molti DC-10 passeggeri in pensione sono stati convertiti all'uso all-cargo. Il cargo DC-10, insieme al suo derivato, l'MD-11, fanno parte della flotta FedEx Express. I DC-10 sono stati aggiornati con il Glass cockpit dell'MD-11, trasformandoli così in MD-10. American Airlines ritirò i suoi ultimi DC-10 nel 2000 dopo 29 anni di servizio. Nel febbraio 2014, Biman Bangladesh Airlines ha operato gli ultimi voli passeggeri DC-10. I DC-10 continuano ad essere ampiamente utilizzati nelle operazioni di trasporto cargo e rimangono in servizio anche le varianti militari.

## Nei media
L'incidente del volo 191 della American Airlines è stato analizzato nell'episodio Punto di rottura della prima stagione del documentario SOS: disastri aerei trasmesso da Discovery Channel Italia il 19 novembre 2015. È anche apparso nell'episodio L'incidente più mortale (S12E7) di Indagini ad alta quota trasmesso da National Geographic Channel.